# Épizon
Épizon es una comuna nueva francesa situada en el departamento de Alto Marne, de la región de Gran Este.

## Historia
Fue creada el 28 de febrero de 2013, en aplicación de una resolución del prefecto de Alto Marne de 28 de febrero de 2013 con la unión de las comunas de Épizon y Pautaines-Augeville, pasando a estar el ayuntamiento en la antigua comuna de Épizon.

## Demografía
| Gráfica de evolución demográfica de Épizon entre 1800 y 2014 |
|                                                              |

Los datos entre 1800 y 2014 son el resultado de sumar los parciales de las dos comunas que forman la nueva comuna de Épizon, cuyos datos se han cogido de 1800 a 1999, para las comunas de Épizon y Pautaines-Augeville de la página francesa EHESS/Cassini. Los demás datos se han cogido de la página del INSEE.

## Composición
| Comuna delegada     | Código INSEE | Población (2013) | Superficie (km²) | Densidad (hab./km²) |
| ------------------- | ------------ | ---------------- | ---------------- | ------------------- |
| Épizon              | 52187        | 164              | 37.53            | 4                   |
| Pautaines-Augeville | 52379        | 20               | 14.42            | 1                   |